# Brushit
Brushit är ett fosfatmineral med den kemiska formeln CaHPO4·2H2O. Det bildar färglösa till blekgula monoklina prismatiska kristaller och pudriga eller jordiga massor. Det är fosfatanalogen till arsenaten farmakolit och sulfaten gips.

## Upptäckt och förekomst
Brushit beskrevs 1865 vid en förekomst på Avesön i delstaten Nueva Esparta i Venezuela, och namngavs efter den amerikanske mineralogen George Jarvis Brush (1831–1912). Det tros vara en föregångare till apatit och förekommer i guanorika grottor. Mineralet bildas av interaktionen mellan guano och kalcit och lera vid låga pH-värden. Brushit förekommer i fosforitavlagringar och bildar avlagringar på gamla ben. Det kan uppstå från avrinning från åkrar som blivit övergödda. Brushit förekommer i association med tanarakit, ardealit, hydroxylapatit, variscit och gips.
Brushit förekommer även i njurstenar.
Brushit är en av beståndsdelarna i den 150 m långa månmjölksfloden som upptäcktes 2004 i en grotta i berget Hernio i provinsen Guipúzcoa i Spanien.[källa behövs]